# Comunità montana del Monte Acuto
La Comunità montana del Monte Acuto (in sardo: Comunidade montana de su Monte Acutu, in gallurese: Cumunitai montana di lu Monti Acutu) è un'unione dei Comuni italiana della Sardegna, della quale fanno parte i comuni di Alà dei Sardi, Berchidda, Buddusò, Monti, Oschiri e Padru.

## Territorio e storia
La Comunità montana si trova nel Monteacuto, una regione storica della Sardegna di circa 35 000 abitanti dai confini non ben delineati, gravitante intorno alla cittadina di Ozieri. Deve il suo appellativo all'omonima collina, sita in territorio di Berchidda, che nel Medioevo fu sede di un importante castello. Il suo territorio corrisponde in massima parte ai territori pianeggianti che a partire dal monte Santo, che segna il confine col Meilogu, arrivano fin quasi ad Olbia, comprendendo la vallata a sud del Limbara. L'unica zona realmente montuosa è quella a Sud-Est, corrispondente pressappoco al territorio di Pattada col monte Lerno e all'altopiano di Buddusò (che però anticamente era compresa nell'ambito del Nuorese).
La prima comunità montana era nata nel 2000 e comprendeva 11 comuni: Alà dei Sardi, Ardara, Buddusò, Berchidda, Oschiri, Ozieri, Nughedu San Nicolò, Ittireddu, Mores, Pattada e Tula. Nel 2007 la comunità montana venne abolita, e successivamente venne reintrodotta nel 2009, nell'ambito della riforma degli enti locali della Regione Sardegna.